# Crisis del petróleo de 1973
La crisis del petróleo de 1973 comenzó el 16 de octubre de 1973, a raíz de la decisión de la Organización de Países Exportadores de Petróleo de no exportar más petróleo a los países que habían apoyado a Israel durante la guerra de Yom Kipur, que enfrentaba a Israel y Egipto. Aunque en un principio el embargo afectaba a Canadá, Japón, Países Bajos, Reino Unido y Estados Unidos, posteriormente se extendió a Portugal, Rodesia actual Zimbabue y Sudáfrica.

Gráfico de la evolución de los precios del petróleo a largo plazo. La línea naranja muestra el nivel de precios constantes, ajustado según la inflación. La línea azul muestra los precios corrientes.

El aumento del precio, unido a la gran dependencia que tenía el mundo industrializado del petróleo, provocó un fuerte efecto inflacionista y una reducción de la actividad económica de los países afectados. Estos países respondieron con una serie de medidas permanentes para frenar su dependencia exterior.

## Causas de la crisis

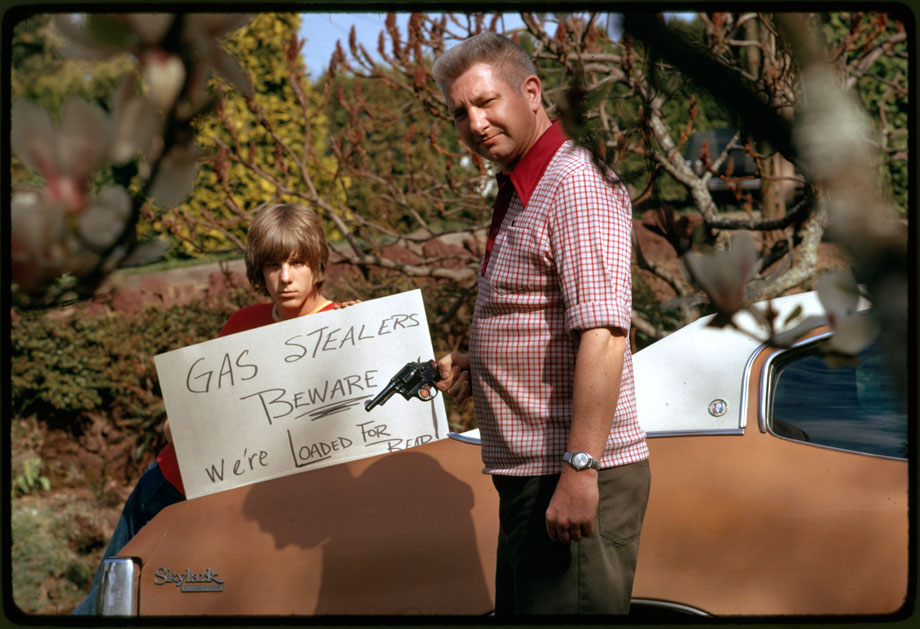
Padre e hijo sujetando cartel de cuidado ladrones durante la crisis del petróleo en 1973

Antes del embargo, el Occidente industrializado, sobre todo Estados Unidos, solía disponer de petróleo abundante y barato. Las ciudades estadounidenses posteriores a la Segunda Guerra Mundial, muy extendidas, con enormes núcleos urbanos de casas unifamiliares dispersas, dependían del automóvil como principal medio de transporte, de modo que utilizaban combustible de forma masiva. Entre 1945 y finales de los 60, Occidente y Japón consumían más petróleo que nunca. Solo en Estados Unidos, el consumo se había duplicado entre 1945 y 1974. Con un 6 % de la población mundial, Estados Unidos consumía el 33 % de la energía de todo el mundo. Al mismo tiempo, la economía estadounidense mantenía una cuarta parte de la producción industrial mundial, lo cual quiere decir que los trabajadores estadounidenses eran cuatro veces más productivos que la media global, pero a cambio el país consumía cinco veces más energía.
El petróleo, sobre todo el procedente de Oriente Medio, se pagaba en dólares estadounidenses, con los precios también fijados en dólares. Durante el mandato del presidente Richard Nixon, el modelo económico estadounidense estaba ya agotado, el crecimiento era nulo, y sin embargo la inflación ya empezaba a ser preocupante. Durante el verano de 1971, Nixon estaba bajo una fuerte presión pública para que actuara de forma tajante ante este estancamiento económico. Para provocar una caída del precio del oro en los mercados internacionales, Nixon abandonó el patrón oro el 15 de agosto de 1971, finalizando así el sistema de Bretton Woods, que había funcionado desde el fin de la Segunda Guerra Mundial. El dólar fue devaluado en un 8 % en relación con el oro en diciembre de 1971, y se volvió a devaluar en 1973.

## Fundación de la OPEP
La OPEP era un grupo de doce países, incluyendo siete naciones árabes, pero también otros grandes exportadores de petróleo del mundo en desarrollo. Se formó el 18 de septiembre de 1960 para reclamar contra la presión de las grandes compañías petroleras, que pretendían reducir los precios recortando los pagos a los productores. Inicialmente funcionaba como una unidad de comercio informal encargada de la venta del petróleo de los países desarrollados. Limitaba sus actividades a intentar incrementar los beneficios de la venta de crudo a las compañías de Occidente y mejorar el control sobre los niveles de producción. Sin embargo, a principios de 1971 empezó a mostrar su fortaleza.

## Embargo árabe de crudo

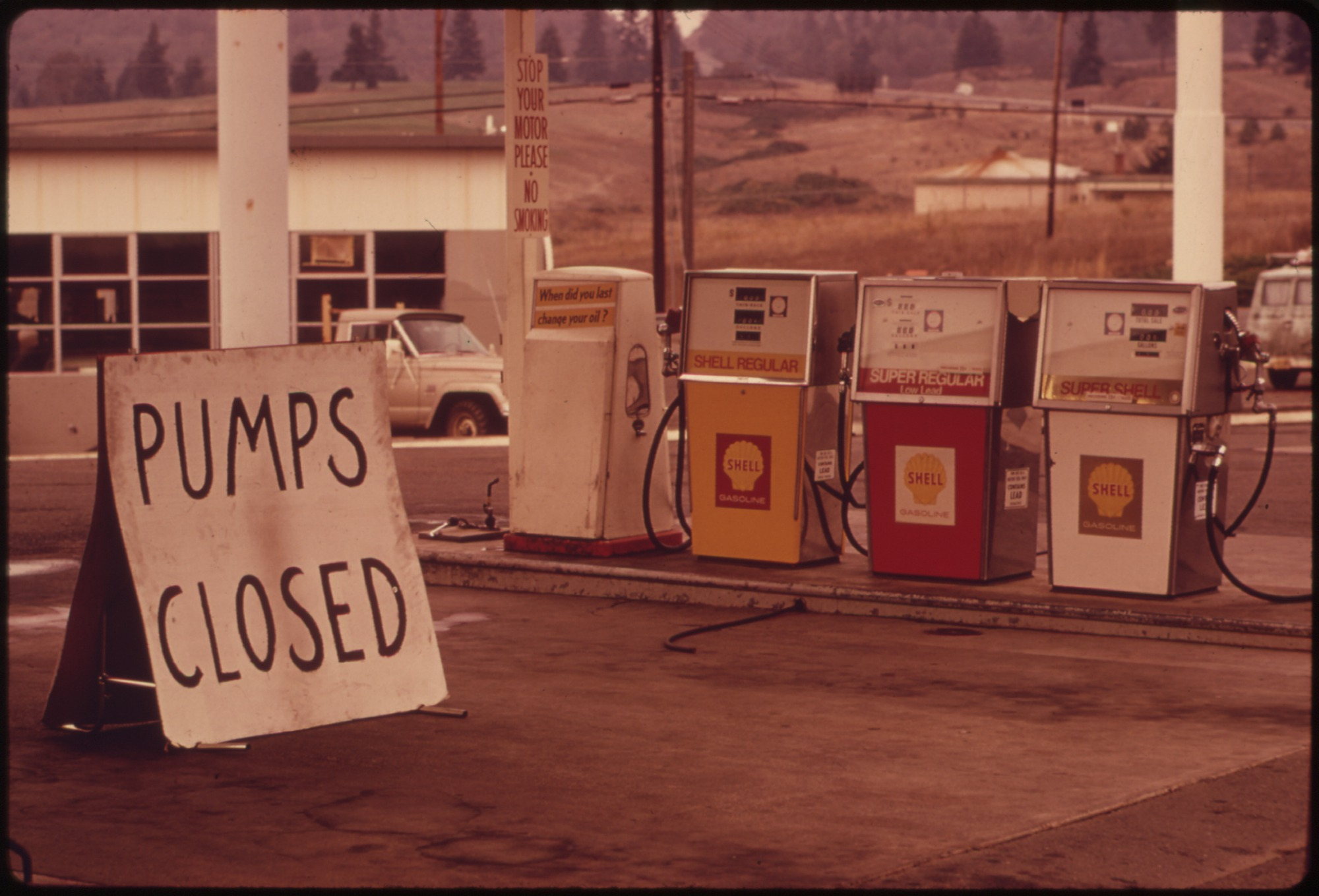
Gasolinera cerrada en Estados Unidos debido al embargo petrolero.

Entre el final de la Segunda Guerra Mundial y bien entrados los años 70, Japón, Estados Unidos y Europa consumían petróleo masivamente.
Debido a la fuerte dependencia que existía del petróleo procedente de Oriente Medio, los países occidentales se vieron sumidos en una grave crisis económica mientras el precio del petróleo aumentaba. El 16 de octubre de 1973, como parte de la estrategia política derivada de la guerra de Yom Kipur, la OPEP detuvo la producción de crudo y estableció un embargo para los envíos petrolíferos hacia Occidente, especialmente hacia Estados Unidos y los Países Bajos. También se acordó un boicot a Israel. Puesto que en condiciones normales las fluctuaciones en la demanda del petróleo son pequeñas (cuando sube el precio solo se compra un poco menos), los precios tenían que subir drásticamente para conseguir que se redujera notablemente la demanda, y así poder establecer un nuevo nivel de consumo impuesto por la oferta. Gracias al embargo se consiguió este objetivo. El control del gobierno estadounidense, pensado para mantener el precio a unos niveles aceptables, acabó aumentando el impacto económico debido a los cortes de suministro. Como consecuencia, se inició una prolongada recesión y aumentó notablemente la inflación. Esta situación duraría hasta principios de los años 80.
Los efectos del embargo son claros: se duplicó el precio real del crudo a la entrada de la refinería y se produjeron cortes de suministro. Todo esto aceleró una etapa económica negativa en el mundo occidental que ya había empezado, y llevó a una recesión global durante el año siguiente. A largo plazo, el embargo produjo un cambio en algunas políticas estructurales de Occidente, avanzando hacia una mayor conciencia energética y una política monetaria más restrictiva para combatir mejor la inflación.

### Cronología

#### 1973
- 23 de agosto: Se reúnen en Riad y negocian en secreto un acuerdo por el que los árabes utilizarán el «arma del petróleo» como parte del inminente conflicto militar.
- 15 de septiembre: La OPEP declara un frente de negociación, consistente en los seis países del Golfo Pérsico, para presionar al alza de los precios y finalizar su apoyo a Israel, establecido en los acuerdos de Teherán de 1971.
- 6 de octubre: Egipto y Siria atacan a Israel el día del Yom Kippur, comenzando así la cuarta guerra árabe-israelí, más conocida como guerra de Yom Kipur.
- 8-10 de octubre: Fracasan las negociaciones de la OPEP con las compañías petrolíferas para revisar los acuerdos de 1971.
- 16 de octubre : Arabia Saudita, Irán, Irak, Emiratos Árabes Unidos, Kuwait y Catar suben los precios unilateralmente en un 17 % hasta los 3.65 dólares por barril y anuncian cortes de suministro.
- 23-28 de octubre: El embargo árabe de crudo se extiende hasta Países Bajos.
- 5 de noviembre: Los exportadores árabes reducen la producción en un 25 %. Posteriormente se reduciría un 5 % más.
- 23 de noviembre: El embargo árabe empieza a afectar también a Portugal, Rodesia y Sudáfrica.
- 27 de noviembre: El presidente Richard Nixon firma una ley para emergencias relacionadas con la escasez de crudo, imponiendo controles en el precio, la producción, la logística y la venta.
- 9 de diciembre: Los ministros de energía de los países árabes acuerdan una futura reducción de la producción en otro 5 % para «los países no amigos», que entraría en vigor en enero de 1974.
- 25 de diciembre: Los ministros de energía árabes cancelan la reducción anterior. El ministro saudí Yamani promete un incremento de un 10 % en la producción de la OPEP.

#### 1974
- 7-9 de enero: La OPEP decidió congelar los precios hasta el 1 de abril del mismo año.
- 11 de febrero: El secretario de estado estadounidense Henry Kissinger presentó un proyecto de independencia energética para EE. UU.
- 12-14 de febrero: Los progresos en la distensión árabe-israelí provocaron debates sobre la estrategia energética entre los líderes de Argelia, Egipto, Siria y Arabia Saudita.
- 17 de marzo - Los ministros de energía árabes, con la excepción de Libia, anunciaron el fin del embargo contra Estados Unidos.

## Impacto económico inmediato del embargo

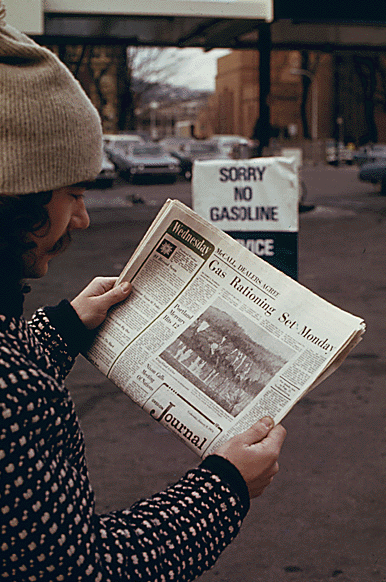
Cliente de una gasolinera leyendo en un periódico vespertino el sistema de racionamiento junto a un letrero que indica que no hay gasolina (1974).

Los efectos del embargo fueron inmediatos. La OPEP obligó a las compañías petroleras a aumentar los precios de forma drástica. El precio del petróleo se cuadruplicó desde 1974 hasta llegar casi a los doce dólares por barril (setenta y cinco dólares/m³), equivalentes a 62.25 dólares de 2019 (407.85 dólares/m³).
Los países de Oriente Medio, que habían estado dominados por las potencias industriales durante mucho tiempo, acababan de tomar el control de un producto básico. El flujo de capital se invirtió y los países exportadores de petróleo comenzaron a acumular una enorme riqueza. Algunos de los ingresos fueron distribuidos entre otros países subdesarrollados, cuyas economías habían quedado atrapadas entre el aumento del precio del petróleo y una disminución del precio de sus propias exportaciones de productos básicos y materias primas, a causa de la reducción de la demanda occidental. Además, gran parte de estos flujos de capital se gastaron en compras masivas de armas que exacerbaban tensiones políticas, en particular en Oriente Medio.
Los Estados miembros de la OPEP, en vías de desarrollo, comenzaron a nacionalizar sus empresas petrolíferas. En particular, los saudíes habían adquirido el control de Aramco, plenamente nacionalizada en 1980 bajo el gobierno de Ahmed Zaki Yamani. Debido a que otros miembros de OPEP siguieron su ejemplo, los ingresos del cartel se dispararon. Arabia Saudita, inundada de beneficios, realizó una serie de ambiciosos planes quinquenales de desarrollo, de los cuales el más ambicioso, que comenzó en 1980, preveía una inversión pública de 250 000 millones de dólares. Otros miembros del cártel también comprometieron importantes programas de desarrollo económico.
Al mismo tiempo, el caos se había adueñado de Occidente. En Estados Unidos, el precio de venta al público de un galón de gasolina pasó de un promedio de 38.5 centavos en mayo de 1973 a 55.1 centavos en junio de 1974. Mientras tanto, la Bolsa de Nueva York perdía 97 000 millones de dólares de su valor en seis semanas.
Con el inicio del embargo, las importaciones petrolíferas de EE. UU. procedentes de los países árabes se redujeron desde los 1.2 millones de barriles (190 000 m³) diarios hasta los 19 000 barriles (3000 m³). El consumo diario disminuyó en un 6.1 % entre septiembre y febrero, y un 7 % durante el verano de 1974, cuando Estados Unidos sufrió el primer período de escasez de combustible desde la Segunda Guerra Mundial.
Debido a la interdependencia mundial a nivel social y económico, los países industrializados no comunistas importadores de petróleo asistieron a una repentina inflación y una recesión económica. En los países industrializados, especialmente en Estados Unidos, la crisis provocó que las condiciones de vida se volvieran muy adversas para los desempleados, los grupos sociales marginados, algunos trabajadores de mayor edad, y cada vez más, para los trabajadores más jóvenes. Las escuelas y oficinas en EE. UU. tuvieron que cerrar a menudo para ahorrar el combustible de la calefacción, y las fábricas tuvieron que reducir la producción y despedir trabajadores. En Francia, la crisis del petróleo puso fin al período conocido como Trente Glorieuses, los últimos 30 años de alto crecimiento económico, y comenzaron los años de desempleo permanente.
El embargo no fue uniforme en toda Europa. De los nueve miembros de la Comunidad Económica Europea (CEE), Holanda se enfrentó a un embargo total por su apoyo a Israel, el Reino Unido y Francia mantenían prácticamente el mismo abastecimiento (por haberse negado a permitir a Estados Unidos utilizar sus aeródromos y haber establecido un embargo de armas y suministros tanto para los árabes como para los israelíes), mientras que los otros seis se enfrentaban a recortes parciales. El Reino Unido ha sido tradicionalmente un aliado de Israel. De hecho, el gobierno de Harold Wilson había apoyado a los israelíes durante la Guerra de los Seis Días, pero su sucesor, Edward Heath, había modificado esta política en 1970, pidiendo a Israel que volviera a sus fronteras previas a la guerra de 1967. Los miembros de la CEE no habían conseguido establecer una política común durante el primer mes de la guerra de Yom Kipur. Sin embargo, emitieron una declaración el 6 de noviembre, una vez que el embargo y el aumento del precio ya habían comenzado; esta declaración, interpretada como proárabe, apoyaba la línea franco-británica, y así la OPEP levantó el embargo a todos los miembros de la CEE. La subida de los precios tuvo un impacto mucho mayor que el embargo en Europa, especialmente en el Reino Unido (donde esta circunstancia se sumó a la huelga de los mineros del carbón a causa de una crisis energética durante el invierno de 1973-74, un factor importante en el cambio de gobierno).
A pesar de ser también un objetivo del embargo, Japón superó especialmente bien las secuelas de la crisis energética mundial de los años 70 en comparación con otros países desarrollados e importadores de petróleo. Los fabricantes de automóviles japoneses lideraron la revolución en este sector. Los grandes automóviles de los años 50 y 60 se sustituyeron por vehículos mucho más compactos y eficientes desde un punto de vista energético. Por otra parte, en Japón había ciudades con una densidad muy alta de población y por tanto con unos transportes públicos muy desarrollados.
Unos meses más tarde amainó la crisis. El embargo se levantó en marzo de 1974 después de las negociaciones de la Cumbre Petrolífera de Washington, pero los efectos de la crisis energética se notaron durante toda la década de los 70. El precio de la energía continuó aumentando el año siguiente, en consonancia con el debilitamiento del dólar en los mercados mundiales.

## Control de precios y racionamiento

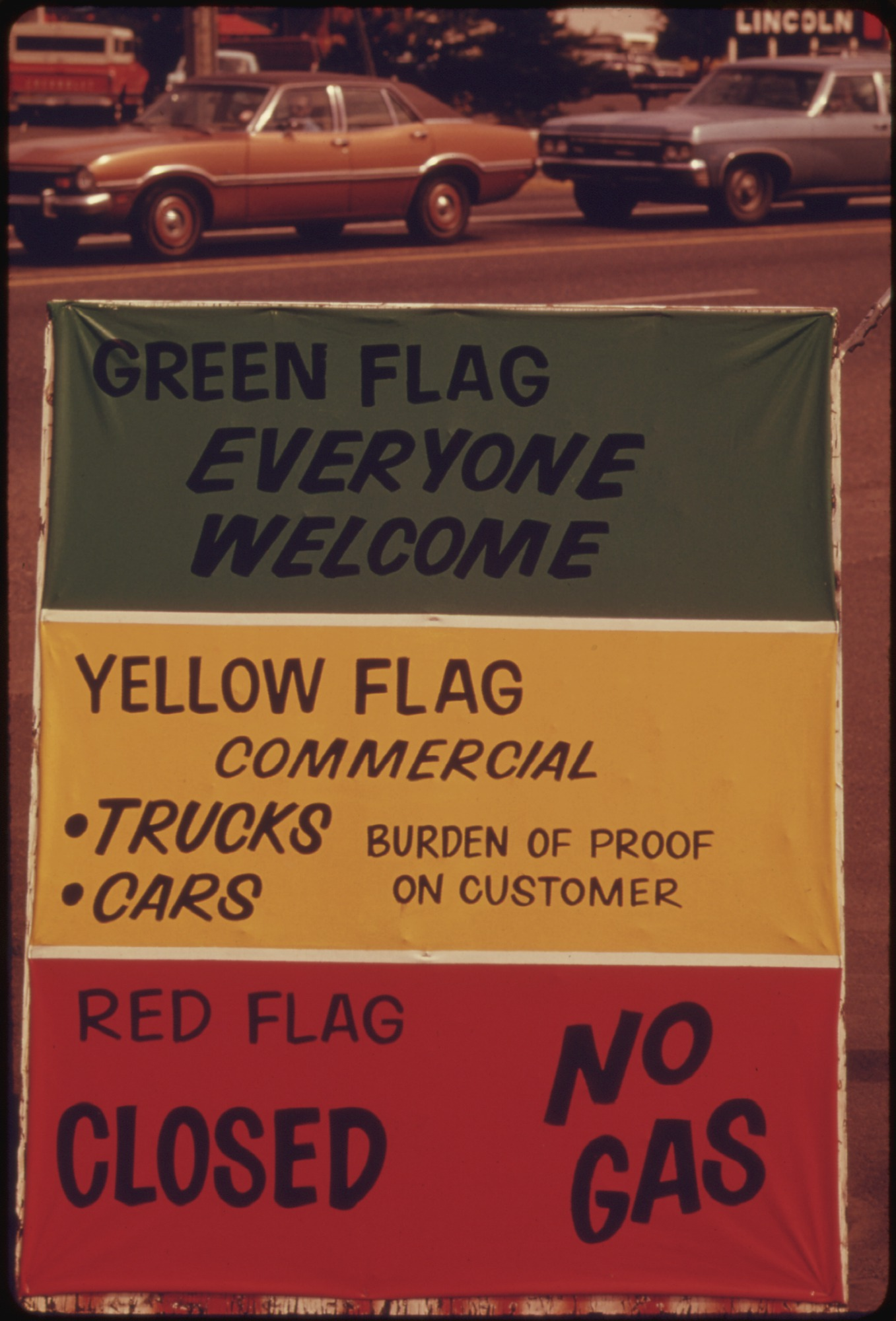
Las gasolineras de Oregón desplegaron letreros explicando el sistema de banderas en el invierno de 1973-1974.

La crisis se agravó aún más a causa del control de los precios en Estados Unidos, que limitó el precio del «petróleo antiguo» (ya descubierto), mientras permitía que el petróleo recién descubierto pudiera ser vendido a un precio más elevado, lo que supuso una retirada del petróleo antiguo del mercado y una escasez artificial. El objetivo era promover las prospecciones petrolíferas. Esta escasez llevó al racionamiento de la gasolina (que también se produjo en muchos otros países). Los automovilistas se enfrentaron a largas colas en las gasolineras.
En Estados Unidos, los conductores de vehículos cuyas matrículas acabaran en número impar (o matrículas personalizadas) fueron autorizados a adquirir carburante solo en los días impares del mes, y la misma norma se aplicó a los propietarios de vehículos con matrículas pares. Eso sí, a excepción del día 31 de los meses de 31 días, o el 29 de febrero en los años bisiestos, si bien este último día nunca se aplicó la norma, ya que las restricciones habían sido eliminadas en 1976.
En algunos estados de Estados Unidos se utilizaron carteles y banderas de tres colores diferentes para indicar la disponibilidad de gasolina en las estaciones de servicio. Una bandera verde indicaba venta ilimitada de gasolina. Una bandera amarilla denotaba restricciones y racionamiento. Una bandera roja indicaba que no se disponía de gasolina, pero la estación de servicio estaba abierta para otros servicios.
Los cupones de racionamiento de gasolina fueron encargados en 1974 y 1975 para la Administración Federal de Energía, pero nunca fueron realmente utilizados durante esta crisis o la de 1979. Muchas competiciones automovilísticas se paralizaron o se retrasaron debido al racionamiento. El Rally de Córcega de 1973 se retrasó un mes, y el de Rally de Montecarlo y Suecia de 1974 no se realizaron.

## Mantenimiento y reducción de la demanda
En 1973, Nixon nombró a William E. Simon como el primer director de la Oficina Federal de Energía. Para intentar reducir el consumo, en 1974 se estableció un límite máximo de velocidad de 55 mph (unos 90 km/h) mediante la Ley de Emergencia de Ahorro de Energía en Autovías. Por otro lado, en 1975 se constituyó la Reserva Estratégica de Petróleo de EE. UU., y en 1977 se creó el Departamento de Energía, además de la Ley Nacional de Energía de 1978.
Se impuso el horario de verano entre el 6 de enero de 1974 y el 23 de febrero de 1975. Esta medida generó importantes críticas, ya que obligó a muchos niños a ir a la escuela antes del amanecer. La norma tradicional, que adelantaba los relojes una hora el último domingo de abril, fue restaurada en 1976.
La crisis también concienció a las empresas y los particulares sobre el ahorro energético. Muchos periódicos llevaban anuncios a página completa.
Después de que los estándares de la CAFE fueran aprobados por el Congreso en 1975, los «Tres Grandes» fabricantes de automóviles de EE. UU. pusieron en marcha la reducción de los tamaños de los automóviles para que tuvieran un consumo máximo de 9 litros a los 100 km. En 1980 ya no había automóviles de lujo con 3.3 m de distancia entre ejes y peso bruto promedio de 2000 kg. Los fabricantes de automóviles comenzaron a imitar a los fabricantes europeos eliminando gradualmente la tradicional tracción trasera, menos eficiente que la tracción delantera.
Algo que destacó mucho en esta época, fueron los autos japoneses. Honda, Toyota, Nissan y Mazda, surgieron como nunca antes. Esto se debe que el auto pequeño y eficiente, se convirtió en uno opción muy racional. Y así, autos como el Toyota Corolla, y/o el Honda Civic por ejemplo, ganaron mucha popularidad.
Aunque no estaban regulados por la nueva legislación, los grupos de automovilismo de carreras introdujeron voluntariamente políticas de ahorro. En 1974 se cancelaron las 24 Horas de Daytona y la NASCAR redujo las distancias de las carreras en un 10 %. La ronda de clasificación de 500 millas de Indianápolis se redujo de cuatro días a dos, y se eliminaron varios días de entrenamientos.